# Chenal Le Moyne
Pour les articles homonymes, voir Chenal.

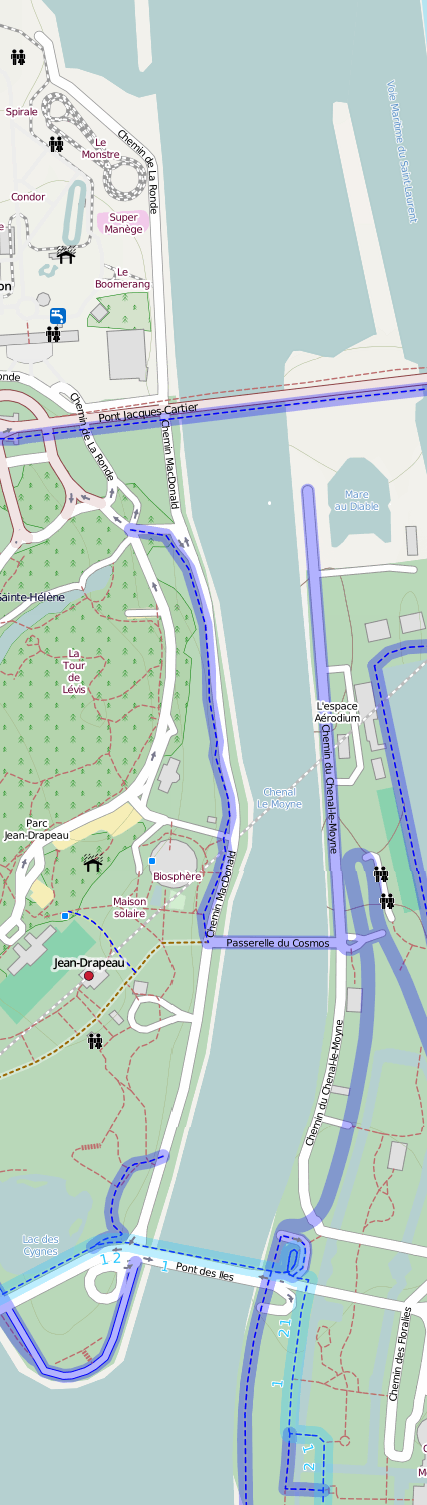
Chenal Le Moyne

Le chenal Le Moyne est un passage du fleuve Saint-Laurent entre l'île Sainte-Hélène et l'île Notre-Dame à Montréal. Il mesure environ 200 m de largeur sur 1,7 km de longueur.
Il est né en même temps qu'a été créée l'île Notre-Dame en 1965 pour l'exposition universelle de 1967.
Son nom fait référence à Charles Le Moyne, l'un des colons marquants de Montréal.

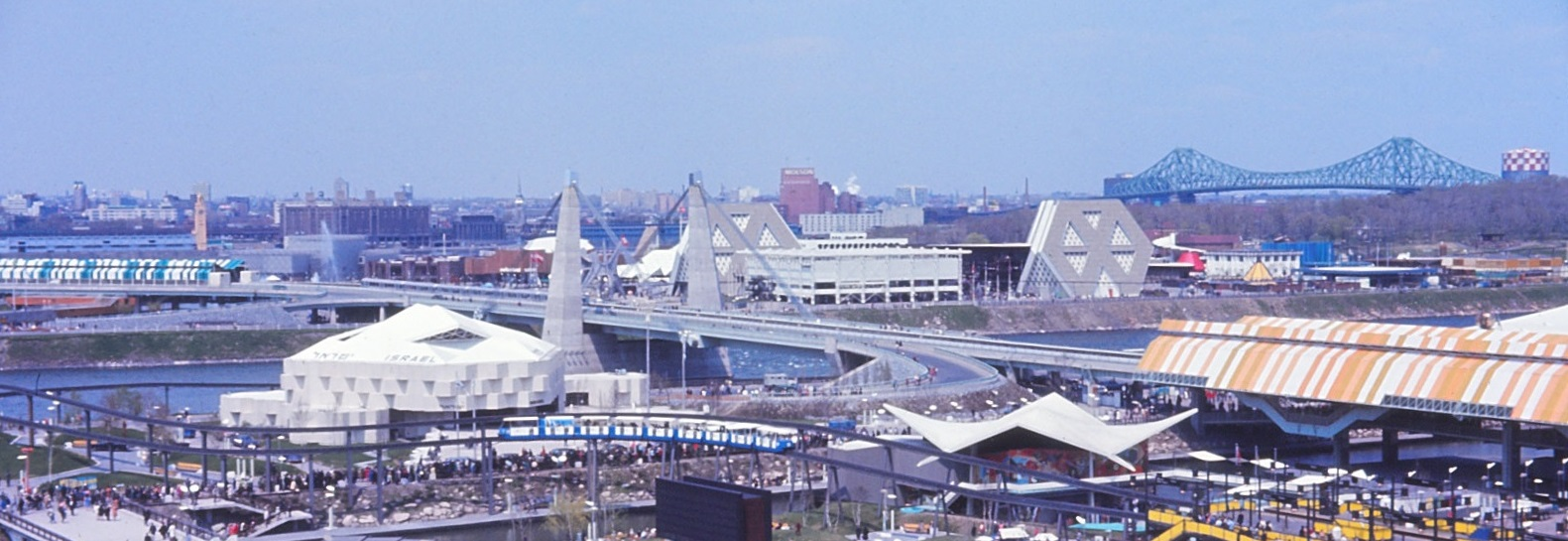
Le chenal Le Moyne lors de l'Expo 67
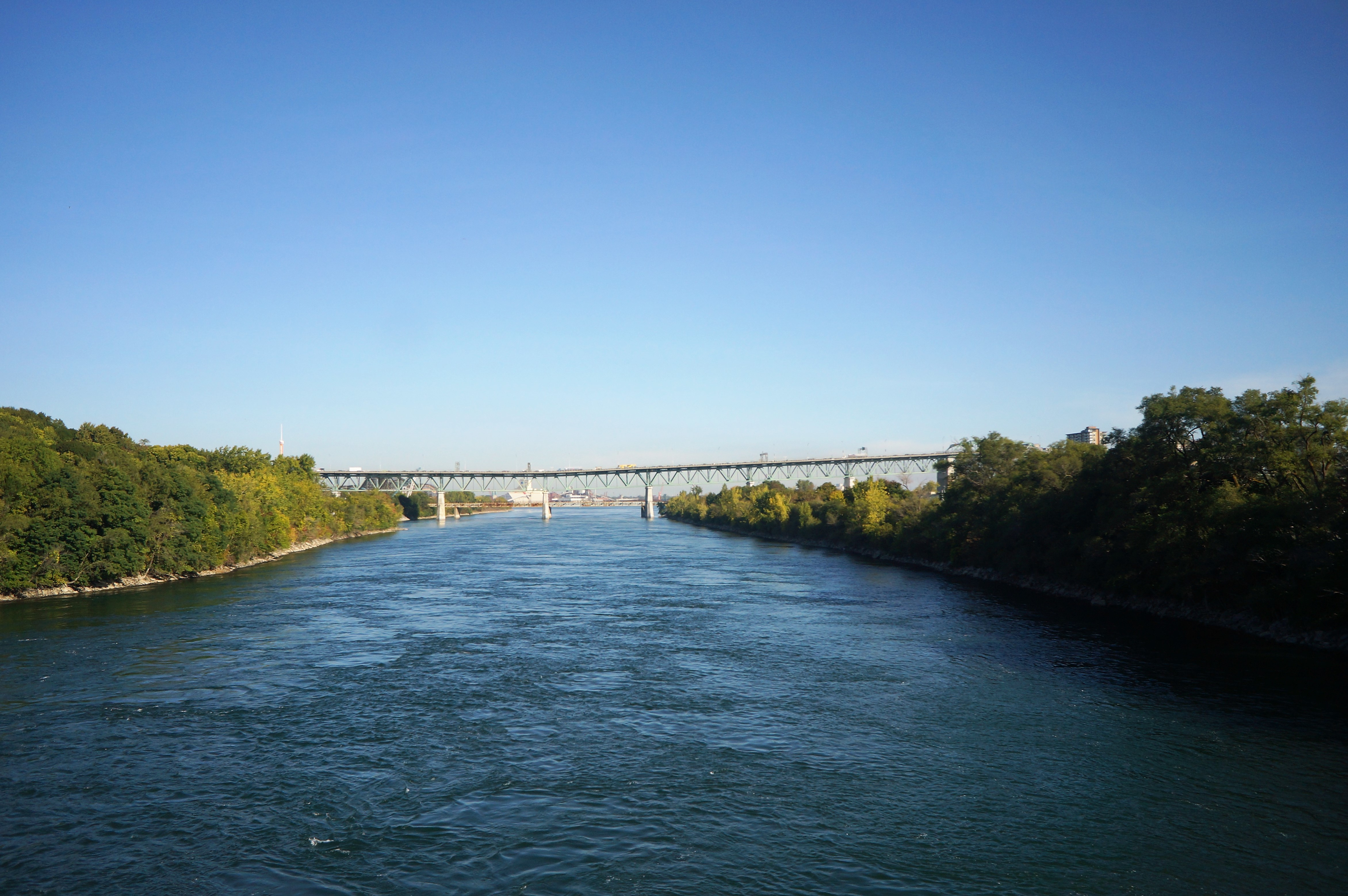
Le chenal Le Moyne en 2017